# Расински корпус ЈВуО
Расински корпус (Горски штаб 23) је био корпус у саставу Југословенске војске у Отаџбини, а његов командант је био војвода копаонички пуковник Драгутин Кесеровић. Представљао је једну од најуспешнијих, најбројнијих и најактивнијих формација Југословенске војске у Отаџбини током читавог Другог светског рата.

## Историјат

### Ослобођење Крушевца (1944)
Наредбом од 30. априла 1944. године, формирана је Расинско-топличка група корпуса, а за њеног команданта је постављен мајор Кесеровић. У састав групе корпуса су, поред Расинског, ушли још Топлички и Јастребачки корпус.
Дана 14. октобра 1944. године, Расински корпус на челу са пуковником Кесеровићем, ослобађа Крушевац и разоружава тамошњи немачки гарнизон, у којем су се налазили и припадници Руског заштитног корпуса. У центру града је приређен дочек Црвеноармејаца, као и митинг на којем су говорили пуковник Кесеровић и савезнички официри.

## Бројност
Почетком 1942. године, Расински корпус је бројао 300 наоружаних и активних припадника. Дана 15. априла, мајор Кесеровић је издао обавезујуће упутство за формирање бригада корпуса у копаоничком и жупском срезу, које морају имати штаб, штабну чету, команданта бригаде, ађутанта или заменика команданта бригаде, писара и ордонанса, као и да сваки батаљон у бригади мора бројати по 100 људи, односно 2 чете од по 50 људи, док чете треба да буду састављене од 2 вода од по по 50 припадника.